# Deutscher Luftflotten-Verein
Der Deutsche Luftflotten-Verein war ein zur Zeit des Deutschen Kaiserreichs Anfang des 20. Jahrhunderts agierender Verein, dessen oberstes Ziel die „Schaffung einer starken deutschen Luftflotte“ war.

## Geschichte

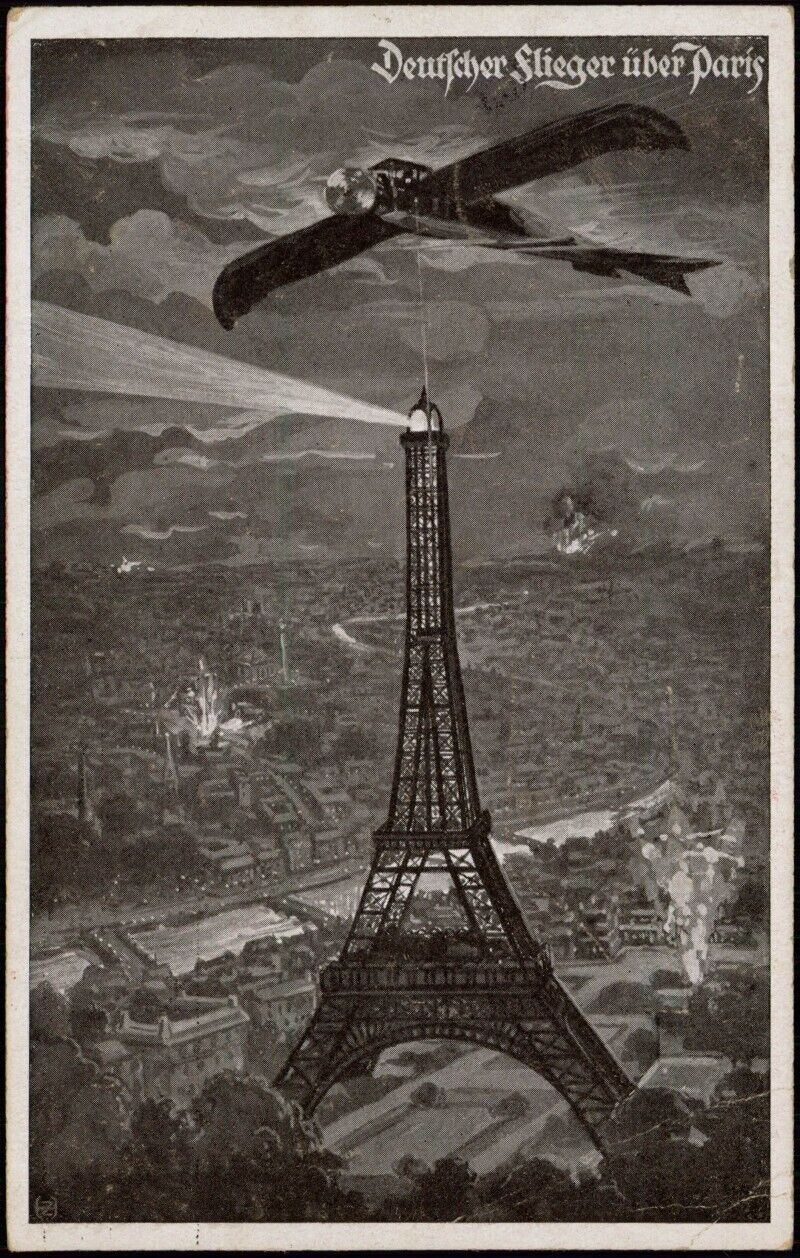
Bildpostkarte des Vereins aus dem Ersten Weltkrieg mit einer über Paris Bomben abwerfenden Etrich Taube über dem Eiffelturm

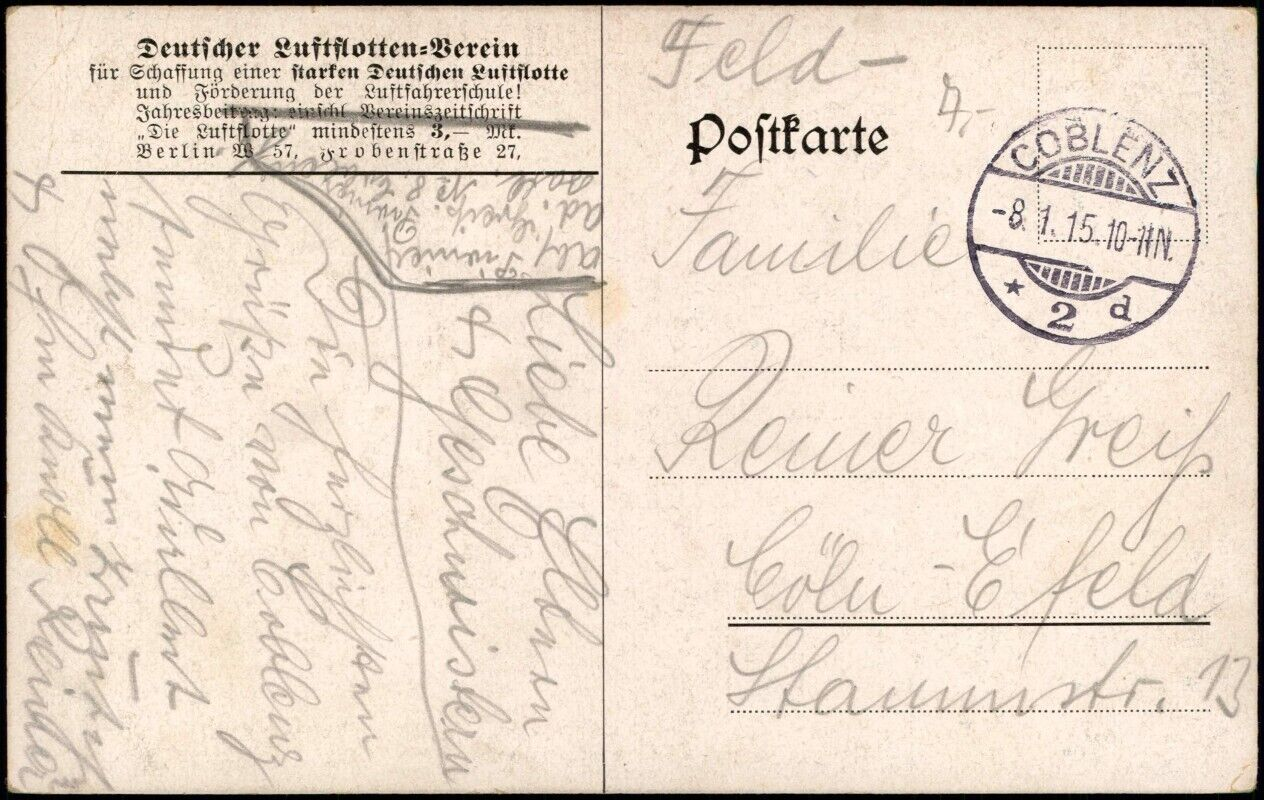
Selbe Karte als Feldpost von 1915 mit Hinweis auf die Luftfahrerschule, die Vereinszeitschrift Die Luftflotte und den Sitz Frobenstraße 27 in Berlin W.57

Der 1908 in Mannheim gegründete Verein ging auf eine Initiative vor allem des Mannheimer Industriellen Karl Lanz, den dieser dann als Vorsitzender leitete. Zu weiteren Mitgliedern des Vorstandes zählten der nationalliberale Politiker Ernst Bassermann, der Bankier Richard Brosien von der Rheinischen Kreditbank sowie der Opernsänger Wilhelm Fenten.
1909 initiierte der Verein die erste Luftschifferschule in Friedrichshafen am Bodensee, bevor die Bildungseinrichtung 1912/1913 als Luftfahrerschule in Berlin-Adlershof zur Reichshauptstadt verlegt wurde.
1914 verlegte der Verein seinen Sitz ebenfalls nach Berlin. Der Organisation war ein „Bayerischer Landesverband“ angeschlossen sowie beispielsweise die „Ortsgruppe Düsseldorf“.
Für die vom Verein herausgegebenen Bildpostkarten arbeitete der Verein mit Illustratoren wie etwa Hans Rudolf Schulze zusammen. Ebenfalls im Eigenverlag gab der Verein die Zeitschrift Die Luftflotte heraus, die 1919 eingestellt wurde.

## Schriften
- Programm der Luftfahrerschule des Deutschen Luftflottenvereins, Berlin: Braunbeck & Gutenberg, 1912
- Programm der Luftfahrerschule Berlin-Adlershof. Gegründet vom Deutschen Luftflotten-Verein. Staatlich subventionierte höhere technische Lehranstalt …, Berlin-Adlershof: Luftfahrerschule, [um 1913]
- Das fliegende Schwert. Wesen, Bedeutung und Taten der deutschen Luftflotte in Wort und Bild, 2. Auflage, Oldenburg i. Gr.: G. Stalling, 1917; Inhaltsverzeichnis
- Die Kriegs-Luftfahrt-Ausstellung … [in Münster vom 28. Juli bis 18. August 1918], Ausstellungskatalog, [Mannheim]: Deutscher Luftflotten-Verein, 1918
- Deutscher Luftflotten-Verein. Zentrale Mannheim. [Namensliste des Ehrenkomitees], Berlin: Braunbeck & Gutenberg, [um 1918]